# Маккензи Майлс
Маккензи Майлс (англ. Mckenzee Miles, настоящее имя Blaklee Maddox, род. 19 декабря 1986, Канби, Орегон) — американская порноактриса и эротическая фотомодель.

## Биография
Родилась в декабре 1986 года в городе Канби, штат Орегон. Окончил среднюю школу в шестнадцать лет, досрочно (на два года раньше). Уже с совершеннолетия начала работать баристой в Starbucks. Благодаря порноактрисе Micah Moore начала работать в качестве эротической модели, что впоследствии помогло дебютировать в фильмах для взрослых в 2006 году, в возрасте 19 лет.
Работала с такими студиями, как Mile High, Red Light District, Reality Kings, Penthouse, Vivid, Kick Ass Pictures, Brazzers, Hustler, Evil Angel, Lethal Hardcore, Zero Tolerance, New Sensations, Naughty America и другие.
Два раза номинировалась на AVN Awards. Первый раз в 2009 году, в категории «лучшая групповая сцена», за роль в Rachel’s Choice. Второй раз — два года спустя, в 2011 году, в категории «лучшая POV сцена» за Entry in the Rear POV.
Кроме того, в августе 2010 года была выбрана Penthouse Pet журналом Penthouse.
Ушла в отставку в 2013 году, снявшись в 253 фильмах. После этого поступила в Орегонский университет, где получила высшее образование по бизнесу и журналистике.

## Избранная фильмография
- Absolute Asses,[11]
- Barely Legal 75,[12]
- Dark Flame,[13]
- Erotica XXX 14,[14]
- Finger Fun 10,[15]
- Girls Will Be Girls 6,[16]
- High Definition,[17]
- It Takes Two 2,[18]
- Look At Me,[19]
- Morgan Dayne’s Deviant,[20]
- Pleasure Principle[21],
- Riding Solo 2[22].

## Премии и номинации
| Год  | Церемония  | Результат | Номинация                     | Работа                |
| ---- | ---------- | --------- | ----------------------------- | --------------------- |
| 2009 | AVN Awards | Номинация | Лучшая сцена группового секса | Rachel’s Choice       |
| 2011 | AVN Awards | Номинация | Лучшая POV сцена              | Entry in the Rear POV |